# Episodi di Leone il cane fifone (prima stagione)
La prima stagione della serie animata Leone il cane fifone, composta da 13 episodi, è stata trasmessa negli Stati Uniti, su Cartoon Network, dal 12 novembre 1999 al 30 marzo 2000.
In Italia è stata trasmessa su Cartoon Network dal 3 aprile al 19 aprile 2000.
| nº | Titolo originale                                    | Titolo italiano                      | Prima TV USA     | Prima TV Italia |
| -- | --------------------------------------------------- | ------------------------------------ | ---------------- | --------------- |
| 1  | A Night at the Katz Motel                           | Una notte al motel Gatti             | 12 novembre 1999 | 3 aprile 2000   |
| 1  | Cajun Granny Stew                                   | Lo stufato della nonna               | 12 novembre 1999 | 3 aprile 2000   |
| 2  | The Shadow of Courage                               | Leone e l'ombra malefica             | 19 novembre 1999 | 4 aprile 2000   |
| 2  | Dr. Le Quack, Amnesia Specialist                    | Dr. Le Quack, specialista in amnesie | 19 novembre 1999 | 4 aprile 2000   |
| 3  | Courage Meets Bigfoot                               | Leone incontra Bigfoot               | 26 novembre 1999 | 5 aprile 2000   |
| 3  | Hothead                                             | Giustino e la lozione per capelli    | 26 novembre 1999 | 5 aprile 2000   |
| 4  | The Demon in the Mattress                           | Il demone nel materasso              | 3 dicembre 1999  | 6 aprile 2000   |
| 4  | Freaky Fred                                         | Fred lo strambo                      | 3 dicembre 1999  | 6 aprile 2000   |
| 5  | Night of the Weremole                               | La notte della talpa mannara         | 17 dicembre 1999 | 7 aprile 2000   |
| 5  | Mother's Day                                        | La festa della mamma                 | 17 dicembre 1999 | 7 aprile 2000   |
| 6  | The Duck Brothers                                   | I fratelli Anatra                    | 14 gennaio 2000  | 10 aprile 2000  |
| 6  | Shirley the Medium                                  | Shirley la medium                    | 14 gennaio 2000  | 10 aprile 2000  |
| 7  | King Ramses' Curse                                  | La maledizione di Ramsete            | 21 gennaio 2000  | 11 aprile 2000  |
| 7  | The Clutching Foot                                  | Piedone il grande                    | 21 gennaio 2000  | 11 aprile 2000  |
| 8  | The Hunchback of Nowhere                            | Il gobbo di Altrove                  | 28 gennaio 2000  | 12 aprile 2000  |
| 8  | The Gods Must Be Goosey                             | Un amore divino                      | 28 gennaio 2000  | 12 aprile 2000  |
| 9  | Queen of the Black Puddle                           | La regina della pozzanghera nera     | 2 marzo 2000     | 13 aprile 2000  |
| 9  | Everyone Wants to Direct                            | Facciamo cinema                      | 2 marzo 2000     | 13 aprile 2000  |
| 10 | The Snowman Cometh                                  | L'uomo di neve                       | 9 marzo 2000     | 14 aprile 2000  |
| 10 | The Precious, Wonderful, Adorable, Lovable Duckling | Un amore di anatroccolo              | 9 marzo 2000     | 14 aprile 2000  |
| 11 | Heads of Beef                                       | Leone e il cuoco cannibale           | 16 marzo 2000    | 17 aprile 2000  |
| 11 | Klub Katz                                           | Il club Gatti                        | 16 marzo 2000    | 17 aprile 2000  |
| 12 | The Revenge of the Chicken from Outer Space         | La vendetta del pollo spaziale       | 23 marzo 2000    | 18 aprile 2000  |
| 12 | Journey to the Center of Nowhere                    | Viaggio al centro di Altrove         | 23 marzo 2000    | 18 aprile 2000  |
| 13 | Little Muriel                                       | La piccola Marilù                    | 30 marzo 2000    | 19 aprile 2000  |
| 13 | The Great Fusilli                                   | Il grande Fusilli                    | 30 marzo 2000    | 19 aprile 2000  |

## Una notte al motel Gatti
- Titolo originale: A Night at the Katz Motel
- Diretto da: John R. Dilworth
- Scritto da: John R. Dilworth e Irvin S. Bauer

### Trama
Marilù e Giustino, di ritorno da una vacanza, decidono di passare la notte in un motel: nel sinistro albergo li accoglie Gatti, un inquietante gatto rosso con l'avversione per i cani e una passione per i ragni. Leone dunque è costretto a passare la notte fuori, ma solo lui si accorge che Gatti ha in serbo una spiacevole sorpresa per i suoi nuovi clienti.

## Lo stufato della nonna
- Titolo originale: Cajun Granny Stew
- Diretto da: John R. Dilworth
- Scritto da: John R. Dilworth e Irvin S. Bauer

### Trama
Una volpe sta preparando uno stufato come prova per un concorso di cucina, ma le manca un ingrediente: una graziosa nonnina. La creatura trova Marilù, l'ingrediente ideale, e decide di portarla nella sua tana, ma Leone farà l'impossibile per salvare la vita della sua padrona.

## Leone e l'ombra malefica
- Titolo originale: The Shadow of Courage
- Diretto da: John R. Dilworth
- Scritto da: John R. Dilworth e Irvin S. Bauer

### Trama
Un uomo anziano, avaro e meschino, muore di infarto, e la sua ombra, stanca di lui, si divide dal suo corpo e vaga per Altrove, fino ad arrivare alla fattoria di Marilù e Giustino. Leone, vittima degli scherzi dell'ombra, l'affronta con coraggio per difendere l'incolumità dei suoi padroni.

## Dr. Le Quack, specialista in amnesie
- Titolo originale: Dr. Le Quack, Amnesia Specialist
- Diretto da: John R. Dilworth
- Scritto da: Irvin S. Bauer

### Trama
Mentre Giustino sta aggiustando il tetto, una tegola cade in testa a Marilù che perde i sensi. Quando finalmente si risveglia, si comporta in modo strano e si rende conto di aver perso la memoria. Giustino allora ne approfitta cacciando Leone, che cerca aiuto tramite posta elettronica. Interviene il dottor Le Quack, ma nessuno immagina che in realtà è un criminale: infatti, arrivato sul posto, tramortisce Giustino con un martello per avere i gioielli e i soldi della casa, trova Marilù e, poiché lei ha perso la memoria, tenta di fargliela ritornare. Elabora così una sua terapia che prevede diversi metodi per danneggiare la donna in modo anche grave. Leone chiede aiuto alla polizia, che arresta Le Quack e salva Marilù. Quando il cane libera quest'ultima, lei ricorda tutto, ma Giustino ha perso anche lui la memoria, mentre Le Quack riesce a liberarsi.

## Leone incontra Bigfoot
- Titolo originale: Courage Meets Bigfoot
- Diretto da: John R. Dilworth
- Scritto da: Irvin S. Bauer

### Trama
In una notte "da film horror" Leone vede una bestia enorme che divora tutto quello che incontra attorno alla casa. Cerca quindi di avvertire i suoi due padroni, ma loro non comprendono la sua paura. La bestia compare in casa per la prima volta contro Leone, anche se non si incontrano faccia a faccia. Nel notiziario si rivela l'esistenza del Bigfoot, così molte persone, incluso Giustino, si mettono a cercarlo per ottenere dal museo la ricompensa pattuita. A casa Bagge arriva una signora anziana alla ricerca del suo bambino scomparso. In cucina intanto riappare il Bigfoot, che questa volta lotta con Leone. Alla fine quest'ultimo capisce che la creatura è buona e i due diventano amici. Ma una folla inferocita vuole la ricompensa per la sua cattura, per cui viene rapito, quando la stessa vecchia di poco prima rivela che suo figlio è Bigfoot. Giustino, comunque, vuole catturarlo, ma la folla, intenerita dall'amore della madre verso il figlio, si riversa su di lui e arrabbiata lo insegue.

## Giustino e la lozione per capelli
- Titolo originale: Hothead
- Diretto da: John R. Dilworth
- Scritto da: David Steven Cohen

### Trama
Giustino, stanco della sua calvizie, vede sul giornale un annuncio su un farmaco che potrebbe risolvere il suo problema: va all'istituto dove sperimentano il farmaco, rimandando la ricostruzione della sedia a dondolo di Marilù. All'interno dell'istituto, Giustino è oggetto di strani esperimenti, e Leone va in bagno, dove vede un uomo che prova una lozione per capelli, che, come effetto collaterale, gli causa un'esplosione di rabbia. Il cane tenta di avvertire Giustino, ma lui non comprende il linguaggio di Leone, per cui appena tornato a casa dovrà tentare in tutti i modi di non farlo arrabbiare, preoccupandosi in primo luogo di Marilù, piuttosto che del suo padrone. Alla fine Giustino non trattiene la sua rabbia e fa esplodere la fattoria, ma Leone salva Marilù, non preoccupandosi però di Giustino e della sedia a dondolo ancora da aggiustare. 

## Il demone nel materasso
- Titolo originale: The Demon in the Mattress
- Diretto da: John R. Dilworth
- Scritto da: Irvin S. Bauer

### Trama
Marilù è stanca del suo materasso e ne vuole acquistare un altro. Giustino trova un annuncio per acquistare dei materassi, ma Leone deduce che c'è qualcosa di strano: infatti il materasso, che ha un colorito verde, viene consegnato da un topo e una donnola che conducono un carro spettrale. Quando Marilù si corica, il demone del materasso si impossessa del suo corpo. Leone cerca quindi di esorcizzarla, riuscendo solamente a far sì che il demone si impossessi di Giustino, ma Marilù colpisce il marito posseduto con un mattarello e Leone (con catene e lucchetto) lo arrotola nel materasso, bloccandolo. Marilù, arrabbiata a causa della brutta esperienza, decide di rimandare indietro il materasso.

## Fred lo strambo
- Titolo originale: Freaky Fred
- Diretto da: John R. Dilworth
- Scritto da: David Steven Cohen e Bill Marsilii

### Trama
Fred, un lontano nipote di Marilù, decide di fare visita ai suoi due zii. Giustino racconta a Leone che il ragazzo è uno squilibrato rinchiuso in un manicomio per "barbieri strambi". Fred arriva alla fattoria e va in bagno per rassettarsi dopo il lungo e faticoso viaggio; Marilù incarica Leone di portare degli asciugamani puliti ma, siccome la serratura della porta del bagno è rotta, lui e Fred rimangono chiusi dentro. Giustino viene incaricato di acquistare dei pezzi di ricambio in ferramenta, ma in realtà se la va a spassare in spiaggia. Leone intanto scopre che Fred è uno psicopatico a cui piaceva rasare i capelli a tutti a zero, trattamento cui viene sottoposto anche lui. Nel corso dell'episodio si sente la voce del ragazzo che narra di come si senta malvagio mentre rasa le sue vittime, e nel mentre si vedono dei flashback delle sue malefatte. Alla fine dell'episodio, arriva il personale della casa di cura di Fred, chiamato da Leone, che lega il folle barbiere, il quale viene così riportato al manicomio. Tuttavia il cane è stato rasato completamente a zero, ma ha una dedica fatta con del pelo scritta sul sedere che dice "Con affetto, Fred".

## La notte della talpa mannara
- Titolo originale: Night of the Weremole
- Diretto da: John R. Dilworth
- Scritto da: David Steven Cohen

### Trama
In una notte profondamente oscura, mentre Marilù sta raccogliendo delle carote, un coniglio si avvicina a lei e, mentre la donna si è girata un attimo per prendere una carota da dare all'animaletto, all'improvviso viene divorato da una talpa mannara, che, una volta sazia, spunta fuori dal terreno e morde la mano destra di Marilù che si gonfia a dismisura, così lei decide di andare dal dottore. Quando sembra guarita, Marilù vede la Luna piena e si trasforma in una mezza talpa mannara. Leone ha un infarto e viene portato in clinica da un'ambulanza, poi, una volta ripresosi, torna a casa portando con sé il dottore, sperando che possa aiutare la sua padrona, ma quest'ultimo viene morso da Marilù e gettato dentro a una fossa. Leone scopre tramite il computer che l'unico modo per guarire Marilù è farle ingoiare un pelo della talpa che l'aveva morsa mentre, nel frattempo, Giustino tenta di schiacciare la Marilù mannara con un martello, avendola scambiata per un topo. Leone riesce a rimediare l'antidoto travestendosi da coniglio e, senza farsi mordere, fa ingoiare il pelo della talpa mannara a Marilù, che ridiventa normale. Quando tutto sembra risolto, Giustino viene morso dal dottore, anche lui una talpa mannara.

## La festa della mamma
- Titolo originale: Mother's Day
- Diretto da: John R. Dilworth
- Scritto da: Irvin S. Bauer

### Trama
È la festa della mamma e Marilù dice a Giustino che dovrebbe fare visita a sua madre, ma l'uomo si rifiuta se qualcuno non lo accompagna, così la moglie, che non vuole affatto vedere l'odiata suocera, gli propone di portare Leone con se e Giustino accetta riluttante. 
Quest'ultimo vuole apparire come un eroe, costringendo addirittura il cane ad assalire la madre, ma lui si rifiuta di farlo. La donna non sembra avere un minimo di amore materno nel confronto del figlio e Giustino nemmeno, ma nonostante le controversie vuole apparire buono davanti a lei. Infatti la madre sembra interessata a Leone, che continuamente lo ringrazia, ma alla fine Giustino la sfida a braccio di ferro, mentre il cane, su ordine dell'uomo, avvicina i fiori alla donna, che starnutendo perde la parrucca. La madre di Giustino piange a causa della propria bruttezza, ma lui la consola facendole dei complimenti e dicendole che ogni mamma è bella agli occhi del figlio. Dopo questi avvenimenti finalmente i due si riappacificano.

## I fratelli Anatra
- Titolo originale: The Duck Brothers
- Diretto da: John R. Dilworth
- Scritto da: Craig Shemin

### Trama
Durante una notte la fattoria si illumina per via di una luce proveniente dall'alto: è un'astronave aliena, all'interno della quale Marilù viene trasportata. In essa si trovano due esseri alieni fratelli simili ad anatre, che litigano furiosamente. Leone intanto cerca Marilù disperatamente, ma la vedono ritornare alla fattoria con una specie di antenna posta sulla testa. Infatti è diventata un robot ed è diretta contro la sua volontà verso una base militare. Leone la insegue e scopre che i fratelli alieni hanno robotizzato anche Giustino, sebbene la loro anima stia combattendo per riprendere il controllo dei loro corpi, cosa che lui e Marilù riescono a fare. I due fratelli alieni rivelano che non volevano fare del male a nessuno: si giustificano dicendo che hanno robotizzato i due coniugi nel tentativo di salvare un loro fratello catturato e quasi messo nel forno. Leone, che prova compassione per i due fratelli Anatra, si propone di fingersi una marionetta robotizzata e insieme ai due riesce a salvare il loro fratello.

## Shirley la medium
- Titolo originale: Shirley the Medium
- Diretto da: John R. Dilworth
- Scritto da: Craig Shemin

### Trama
Leone, nel tentativo di ritrovare il proprio yo-yo, trova una strana scatola, probabilmente in quella in cui aveva nascosto i soldi il fratello di Giustino. Vedendo il cane, l'uomo nota che la cassa trovata è proprio quella di suo fratello, ma non trova la chiave per aprirla. Leone e Giustino contattano una medium di nome Shirley, in grado di parlare ai defunti: la ingaggia per metterlo in contatto con suo fratello, nonostante lei avesse avvertito Giustino che se contattava il morto per soldi, tragiche conseguenze sarebbero ricadute su di lui e sui suoi cari. L'uomo trova la chiave della cassa nella fodera del suo cappello e, una volta aperta, un demonio vuole risucchiare lui e Marilù nell'aldilà. I due riescono a salvarsi, ma Giustino è intrappolato nella cassa con montagne di soldi.

## La maledizione di Ramsete
- Titolo originale: King Ramses' Curse
- Diretto da: John R. Dilworth
- Scritto da: Bill Marsilii

### Trama
Due ladri scappano nella notte a bordo della loro auto, inseguiti dalla polizia, quando, per evitare di essere catturati con la refurtiva, decidono di nascondere ciò che hanno rubato. Improvvisamente sulla strada appare uno spirito: lo spirito del Faraone Ramsete che gli intima di riportare da dove l'avevano prelevata la stele rubata, altrimenti verranno travolti dalle sue orribili maledizioni. I ladri non credono a quelle che considerano delle vere baggianate, e fanno finta di niente, ma Ramsete li scaglia contro uno sciame di insetti che li divora assieme all'auto. La stele viene poi trovata da Leone. Giustino la porta in casa dicendo di volerla vendere al miglior offerente, ma quando arriva la sera lo spirito di Ramsete si presenta fuori casa dei protagonisti. Di fronte all'ottusità di Giustino, Ramsete decide di scagliare tutte le piaghe possibili sui tre disgraziati, finché Giustino non cambia idea e Leone, per liberarsi dalla stele, la lancia lontano da casa. Ma Giustino ci ripensa e la va riprendere senza rendersi conto dell'ira del fantasma di Ramsete, che gli scaglia contro lo stesso sciame di insetti già scagliato sui due ladri. Il giorno dopo Marilù e Leone sentono in TV che la stele è tornata misteriosamente al suo posto e, poi, Marilù si chiede dove sia finito Giustino; l'ultima inquadratura mostra la stele, di nuovo sulla tomba di Ramsete, con sopra un disegno del burbero contadino che urla, mentre il suo fantasma dice "L'ultima offerta?".

## Piedone il grande
Giustino sente un fastidiosissimo prurito al piede, che lo tormenta spesso, e che col tempo peggiora drasticamente, finché non si trasforma in un qualcosa che assomiglia ad una zucca viola e marcia. Marilù cerca di guarirlo con inutili quanto dolorosi sistemi. Giustino addirittura si rifiuta di andare dal dottore affermando che, secondo lui, ci vuole solo un po' di riposo. Svegliatosi sembra che il prurito sia guarito, ma il fungo si è impossessato di tutto il suo corpo trasformandolo in un enorme piede viola e marcio con le dita parlanti. Piedone, così si chiama il piede, minaccia Leone della morte della sua padroncina, così il cane è obbligato a sottostare agli ordini di Piedone, che gli ordina prima di rapinare una banca, e poi di far fermare un treno in corsa per poterlo rapinare, ma entrambi i tentativi falliscono. Tornato a casa Leone cerca un sistema per annientare il fungo e il computer gli dice che l'unico rimedio è la saliva di cane. Così Leone sbava su Piedone, facendo ritornare alla normalità Giustino, ma alla fine dell'episodio Piedone riappare sulla lingua del cane.

## Il gobbo di Altrove
Un gobbo dal cuore buono, ma dall'aspetto ripugnante, chiede ospitalità di porta in porta, ma è costantemente rifiutato per via del suo aspetto. Dopo un lungo cammino arriva a casa dei protagonisti, ma Giustino lo caccia via. Tuttavia il gobbo si rifugia nel fienile, dove Leone si rende conto della sua gentilezza straordinaria e del suo cuore generoso, e lo invita a giocare a ombre cinesi e a suonare campane. Ma Giustino lo deride ancora una volta, quando Leone e Marilù lo invitano a mangiare. Poi, mentre Leone e il gobbo intrattengono Marilù con un concerto di campanelli sul tetto del pollaio, Giustino maltratta il cane e il gobbo interviene per difenderlo, spaventando Giustino e facendolo involontariamente cadere giù. Alla fine il gobbo deve andarsene, ma prima congeda con affetto Leone e Marilù, molto felice di aver trovato delle persone generose come loro.

## Un amore divino
Un'oca divina maschio è stufa di non avere una compagna con cui condividere il trono, ma si innamora di Marilù, definendola un "dono dal cielo". Allora scende in terra per corteggiarla, ma Leone lo caccia via e avverte Marilù, che non comprende. Allora, sperando che si ingelosisca, avverte Giustino, il quale sembra comprendere, ma non si interessa, continuando ad aggiustare il suo furgone. L'oca divina inizia una corte serrata con diversi regali, ma a causa di diversi imprevisti non può fare niente. Si dichiara con una lettera, e Marilù ne rimane colpita. Leone tenta di farle credere che le smancerie sono da parte di Giustino, ma alla fine l'oca ha la meglio. Tuttavia Marilù lo respinge, essendo ancora innamorata di Giustino. L'oca la vuole rapire con la forza, ma si innamora del clacson del furgone di Giustino, così lo porta sulle nuvole e invita i suoi amici, compresi Marilù e Leone, al loro matrimonio (con il furgone), mentre Giustino piange per la perdita del suo mezzo di trasporto.

## La regina della pozzanghera nera
Ad Altrove scoppia un temporale che causa una strana pozzanghera dall'aspetto inquietante. Nonostante Marilù non noti niente, Leone sa del pericolo imminente: la regina della pozzanghera nera. Con il suo aspetto attraente, quest'ultima tenta di sedurre Giustino volendolo portare nella stessa pozzanghera attraverso ogni forma di acqua. Leone, nonostante lo salvi più volte, non riesce a fermare la regina, che rapisce Giustino. Dentro la pozzanghera lei vuole divorarlo, trasformandosi in uno spaventoso mostro marino, ma il cane, facendo di tutto, lo libera e riesce poi a scappare grazie alle lacrime di Marilù, disperata per la scomparsa dell'amato. Ma la regina ricompare, tentando questa volta Leone attraverso una forma di cane.

## Facciamo cinema
Un giorno a casa viene un uomo malformato e mostruoso che dice di essere Benton Tarantella, un famoso regista di film horror, anche se solo Marilù sembra conoscerlo. Lui vuole produrre un nuovo capolavoro nella fattoria della donna e Giustino e inizia a girare alcune scene in cui dice che al momento dell'allineamento dei pianeti uscirà uno zombie dal terreno per divorarsi Marilù. Però Leone, grazie al computer, scopre che Tarantella e il suo compagno alleato uccidono le persone spacciandosi per registi. Riuscirà a salvare la sua padrona modificando il copione in modo orrido e banale, tanto che l'alleato di Tarantella, disgustato dalla sua incompetenza, ritorna nella tomba insieme a lui.

## L'uomo di neve
L'ultimo pupazzo di neve vivente dell'intero pianeta, che abita al polo nord, vuole salvarsi dal riscaldamento globale il quale minaccia di sciogliere lui e con sé l'intera Artide. Per farlo ha bisogno di un ultimo ingrediente: il DNA di due esseri umani (per la precisione il "gene antiscioglimento") e perciò punta il dito contro Marilù e Giustino, che sono in vacanza in un iglù al polo nord. Qui i due verranno rapiti dal pupazzo di neve che li porterà in una caverna dove tenterà di risucchiar loro il DNA, ma riesce solo a prelevare quello di Giustino, dato che Leone trova la caverna e li salva, mentre il pupazzo di neve, finendo nell'oceano dopo un breve inseguimento dei tre protagonisti, viene imprigionato nel ghiaccio realizzando così il suo sogno di non sciogliersi mai. I tre protagonisti sono su una piccola piattaforma di ghiaccio in mezzo al mare e, nel momento in cui Giustino si trasforma in acqua (poiché l'uomo di neve era riuscito a prelevargli il "gene antiscioglimento") vengono salvati da una nave.

## Un amore di anatroccolo
Leone trova un nido in cui si sono da poco schiuse delle uova, tranne un ovetto più piccolo, così lo porta con sé nella fattoria. Esso più tardi si schiude e ne uscirà un anatroccolo nero. Siccome in quell'istante lo aveva in mano Giustino, l'animale considera l'uomo come sua mamma. Tenterà in svariati e ripetuti modi di fare del male a Marilù, non riuscendoci per mano di Leone, che ogni volta salva la padrona, la quale, ingenuamente, crede che l'anatroccolo le voglia bene. Alla fine quest'ultimo legherà e imbavaglierà Marilù attaccandola ad un razzo diretto verso la Luna, ma rimarrà impigliato con le dita in un foro del veicolo. Leone libera la padrona e Giustino, cercando di liberare l'anatroccolo, si attaccherà ad esso quando il razzo è ormai partito per la Luna. Alla fine dell'episodio Giustino e l'anatroccolo sono sulla Luna, così che quest'ultimo possa servirlo per sempre.

## Leone e il cuoco cannibale
Marilù ha la febbre e non può cucinare la cena per Giustino, che, affamato, decide di uscire per fermarsi a un fast food. Accompagnato da Leone sostano in un'osteria che offre come specialità i più succulenti hamburger di Altrove. Il cane sente che qualcosa non va: infatti un cliente che era già seduto chiede dove si trova la toilette al cuoco della trattoria, un maiale grassissimo, che gli dice di recarsi verso una sinistra e lugubre porta; l'uomo scende e non sale più. Leone decide di indagare e apre la porta. Si ritrova a scendere delle ripide scale, le quali portano ad un seminterrato in cui vede l'ombra del cuoco e di sua moglie che mangiano la testa del cliente di prima. Il protagonista sospetta che lo chef sia un cannibale che si nutre di esseri umani, per cui cerca di portare via Giustino, ma lui non capisce e si oppone per rimanere. Alla fine Leone decide di scappare da solo e tornare dalla sua amata Marilù. Ma alla fine si scopre che in realtà le cose non stavano come il cane pensava: il cuoco e sua moglie infatti fanno tramite la carne delle sculture con i tratti dei clienti, per poi presentarle a questi, che le mangiano con gusto.

## Il club Gatti
I tre protagonisti partecipano a un viaggio in crociera dove, un giorno, un'onda anomala li fa naufragare su un'isola apparentemente deserta. Su quest'isola i tre non riescono a trovare cibo. La mattina seguente incontrano il signor Gatti, un ricco e psicopatico proprietario di un villaggio vacanze: il club Gatti. I tre sono accolti come ospiti, ma, mentre Giustino e Marilù vanno alle terme per un trattamento, Leone scopre che il capitano della nave su cui viaggiavano prima di naufragare è stato trasformato in un distributore di lattine. Leone cerca di avvertire Marilù e Giustino, ma come al solito i due non lo capiscono. In seguito Giustino viene trasformato in una palla demolitrice e Marilù in una lavatrice, senza che Leone possa aiutarli. I due sono costretti a lottare inutilmente in un'arena dell'isola, con unico spettatore lo psicopatico Gatti. Leone si trasforma in un elicottero e salva Marilù, ma non Giustino, che fa esplodere l'arena, distruggendola insieme a lui e al signor Gatti.

## La vendetta del pollo spaziale
Il pollo spaziale ucciso da Leone in un episodio pilota torna con l'intenzione di uccidere il cane. Allora il pollo rapisce Marilù, e le pone sulla testa una ventosa per decapitarla. Leone allora va ad avvisare Giustino, che entra nella navicella. Il pollo, allora, decapita quest'ultimo e usa la sua testa per vederci meglio. Dopo una dura lotta, Leone distrugge una volta per tutte il pollo, che muore esplodendo insieme alla sua astronave. Alla fine dell'episodio arriva il resto del corpo di Giustino con in mano la ciabatta di Marilù.

## Viaggio al centro di Altrove
Nell'orto della fattoria, Marilù ha piantato le melanzane e rivela a Leone che intenderà coglierle tutte per cucinarle fritte. Esse, che in realtà sono vive, decidono di ribellarsi a Marilù. Escono da sotto terra e si recano verso la villa, pronte ad ammutinarla. Leone, con l'aiuto del computer, salva la padroncina bagnando le melanzane, rendendole non più ostili.

## La piccola Marilù
Giustino deve aggiustare in cantina un tubo che perde, ma per sbaglio inchioda la sedia a dondolo di Marilù al pavimento della fattoria. Leone intanto deve ridipingere la sedia, ma usa accidentalmente una colla potente, incollando la padrona alla sedia. Nel frattempo il notiziario afferma che un tornado si sta dirigendo verso Altrove. La fattoria viene distrutta, e Giustino e Leone si salvano, ma Marilù, non potendo rifugiarsi, viene travolta dal ciclone. Quando il cane riesce a fermare il tornado, scopre che la padrona è tornata piccola. La nuova situazione non piace per niente a Leone, infatti la piccola Marilù è una vera peste. Tuttavia il cane, grazie al computer, capisce che per far ritornare la padrona anziana deve metterla in un tornado che ruoti a rovescio, ma si trova solo nell'emisfero australe. Leone si dirige lì e su un aereo fa precipitare Marilù nel ciclone, facendola ritornare adulta. Tornati, incombe un nuovo pericolo: una gigantesca onda anomala.

## Il grande Fusilli
Una sera l'attenzione di Marilù e Giustino viene catturata da un furgone parcheggiato nel loro cortile. Il veicolo è in realtà un palcoscenico vagante, e il suo proprietario, l'alligatore Fusilli, gira il mondo in cerca di attori dilettanti: Giustino e Marilù vengono quindi invitati a provare uno sketch, ma Leone capisce subito che il palco di Fusilli nasconde qualcosa di sinistro. Non a caso, Leone scopre subito che il "grande" Fusilli conserva un sacco di gente sotto forma di marionetta e vede tre chiodi vuoti con scritto: "Giustino", "Marilù" e "Cagnolino". Nel corso della puntata Marilù e Giustino vengono trasformati in marionette, e mentre Fusilli ci gioca Leone, coperto di cipria, lo spaventa, poiché il rettile lo crede un fantasma, e riesce così a scappare con i burattini dei padroni, mentre Fusilli viene catturato dalla magia del suo stesso palco e diventa anche lui una marionetta. Leone è costretto così a manovrare Giustino e Marilù sotto forma di marionette, fingendo che nulla sia cambiato.
- Guest star: Jim Cummings (Il grande Fusilli).